# Schmalenthal
Schmalenthal, orthographié Schmalental en allemand standard, est un écart de la commune française de Baerenthal, dans le département de la Moselle.
Il est situé au niveau de la frontière historique entre Alsace et Lorraine, qui sépare aujourd'hui Baerenthal de Mouterhouse.

## Géographie
L'écart est situé au nord-ouest de la commune de Baerenthal, au niveau de la frontière avec Mouterhouse. Au pied du Gross Eichelsberg, il est presque traversé par la Zinsel du Nord.

## Toponymie
- Anciennes mentions[2],[3] : Smalendal (1170) ; Smalontal[4] (1371) ; Smalendale (1493) ; Schmalenthal[5] (1594) ; Smalendal (1770).

## Histoire
Les quelques maisons du hameau contemporain sont construites au commencement du XIXe siècle sur l'emplacement d'un village frontière de la seigneurie de Bitche. Il est mentionné pour la première fois en 1170 et en 1493 sous le nom de Smalendale, faisant partie de la seigneurie de Falkenstein. Schmalenthal est encore mentionné en 1594 comme village de la seigneurie de Bitche et de sa mairie de Rahling. Une chapelle y existe encore en 1577 mais elle est complètement ruinée en 1594. Le village est ravagé en 1436 par le duc de Deux-Ponts Étienne de Bavière, bailli de Haguenau, au cours d'une guerre avec les sires de Falkenstein. Très probablement reconstruit, le village est complètement détruit pendant la Guerre de Trente Ans.

## Lieux et monuments

### Borne frontière
La borne du lieu-dit Schmalenthal porte les inscriptions et les armoiries de Lotrin (Lothringen : Lorraine) sur une face et Hanaw (Hanau) sur l'autre. Il s'agit d'une des bornes mises en place en 1608 (date portée sur la borne : 1605) pour matérialiser la nouvelle frontière entre le duché de Lorraine et le comté de Hanau-Lichtenberg, à la suite d'un compromis signé en 1601 par le duc Charles III de Lorraine et le comte Philippe V de Hanau-Lichtenberg pour le tracé des frontières du comté de Bitche. Elle est inscrite à l'Inventaire topographique de la région Lorraine.

### Étang
Le Schmalenthalerweiher (littéralement « étang de Schmalenthal »), ainsi que les étangs de Ramstein et de Fischthal, servent jusqu'en 1932, date de fermeture définitive de la forge de Bærenthal, à alimenter les usines produisant 170 000 kilos de tôle et 80 000 kilos de fer forgé, à partir de la fonte tirée de la Bavière rhénane.
Il s'agit d'un étang à tourbière faisant partie de la Réserve Naturelle des Rochers et Tourbières du Pays de Bitche. Ses tourbières acides à affinité continentale évoluant en forêts de pins sylvestres sur tourbe sont uniques en Europe occidentale et très sensibles aux moindres perturbations écologiques. Elles hébergent des espèces très spécialisées telles que les droséras, petites plantes carnivores ou encore, les pieds dans l'eau, la magnifique et rarissime Calla palustris.
La queue de l'étang, qui a été classée comme réserve naturelle volontaire dès 1986, est occupée par une roselière.